# توني غراناتو
توني غراناتو (بالإنجليزية: Tony Granato)‏ هو لاعب هوكي الجليد أمريكي، ولد في 25 يوليو 1964 في دانرز غروف في الولايات المتحدة.

## وصلات خارجية
- توني غراناتو على موقع دوري الهوكي الوطني (الإنجليزية)
- توني غراناتو على موقع EliteProspects.com (الإنجليزية)
- توني غراناتو على موقع HockeyDB.com (الإنجليزية)
- توني غراناتو على موقع Hockey-Reference.com (الإنجليزية)
- توني غراناتو على موقع أوليمبيديا (الإنجليزية)
- توني غراناتو على موقع IMDb (الإنجليزية)